# 劉家昌
劉 家昌（りゅう かしょう、1941年〈康徳8年〉4月13日 - 2024年〈民国113年〉12月2日）は、中華民国（台湾）のシンガーソングライター、俳優、映画監督。費玉清やテレサ・テンをはじめとする著名な歌手に楽曲を提供するなど、1970年代から1980年代にかけて中華圏の音楽業界で活躍したことから、華語流行音楽の父と呼ばれる。

## 生涯

### 生い立ち
1941年（康徳8年）4月13日、満洲国の哈爾浜に生まれる。籍貫は山東省。国共内戦の戦乱から逃れるために家族で韓国へ移住し、漢城華僑小学・漢城華僑中学に在籍した。また、韓国の俳優学校の演出家にも1年半在籍していた。中学時代にアメリカ軍の楽団の楽器運搬を手伝ったことをきっかけに歌手としての活動を始め、17歳の時に初めての曲を書いた。それまで楽器を習ったことがなかった劉家昌は、2人の姉がピアノを弾くのを見て音楽理論を独学で習得した。その後台湾に移住し、台湾省立新竹中学・国立政治大学政治学系を卒業した。

### 作曲家として

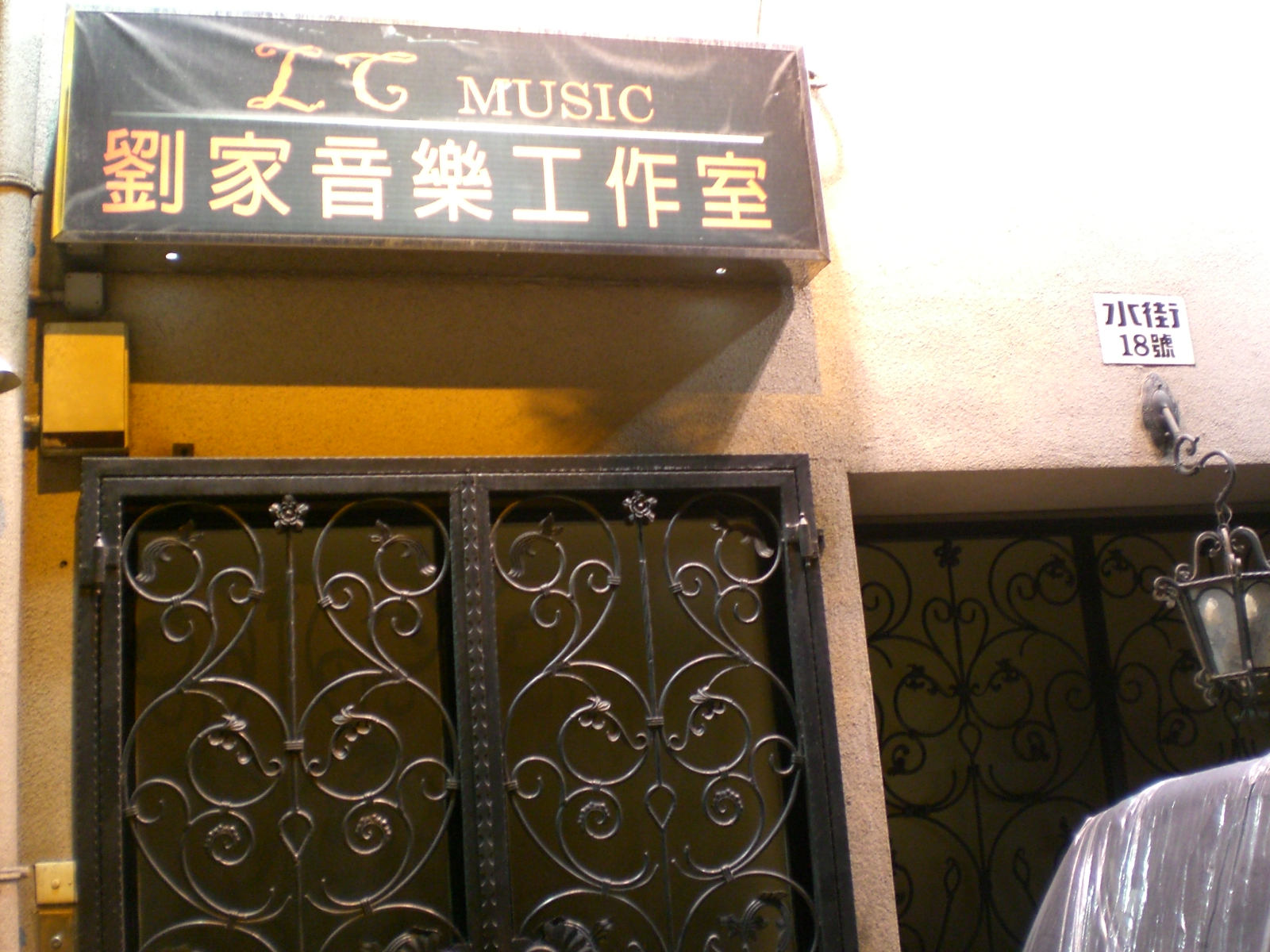
香港にある劉家昌のスタジオ

初期はナイトクラブで洋楽を演奏していたが、成功には至らなかった。
1968年（民国57年）、瓊瑤原作の同名の映画の主題歌として発表した「月満西楼」がヒットし、徐々に頭角を現していった。1970年（民国59年）には優雅に提供した「往事只能回味」が注目を集め、優雅は一躍時の人となった。
他の主な提供楽曲としては、テレサ・テン「独上西楼」、ジェニー・ツェン「誓言」、鳳飛飛「有真情有活力」「我是中国人」、欧陽菲菲「嚮往」、劉文正「諾言」、ジュディ・オング「海鷗」、江蕾「煙雨斜陽」、費玉清「晩安曲」「中華民国頌」、陽帆「揚帆」、楊林「不一樣」、沈雁「一串心」などがよく知られている。また、「梅花」「一簾幽夢」「庭院深深」などの映画主題歌も制作した。
日本の音楽業界も劉家昌の才能に注目し、内山田洋とクール・ファイブや森進一、さだまさしが劉家昌の楽曲をカバーした。日本側は1曲につき400万円もの印税を支払っていたという。内山田洋とクール・ファイブは1974年（昭和49年）の第25回NHK紅白歌合戦で「海鳴り」（「海鷗」の日本語カバー）を歌った。
1980年代にはレコードレーベル「欧帝威唱片」を自ら設立し、優雅、王海玲、張琍敏などの歌手が所属した。
劉家昌本人の証言によると、彼は約2000から3000もの曲を制作したという。

### 映画監督として
1967年（民国56年）に映画『春夢了無痕』へ出演、映画『親情』に脚本家・劇伴音楽作曲家として参加して以降、劉家昌は映画製作にも携わるようになった。彼はこれらの経験と韓国で学んだことを生かし、自ら映画監督を務めることを目指し始めた。妻の江青・プロデューサーの祖康と共に康昌青電影公司を設立し、友人の李敖のプロデュースによる映画『生老病死』（後に『四男五女』と改題）で監督デビューを果たした。
1970年、劉家昌は当時台湾最大の民間映画製作会社であった聯邦電影公司に3日間で映画を完成させると約束し、『有我就有你』を発表した。映画自体の興行成績は振るわなかったが、主題歌「街燈下」のヒットにより、劉家昌を代表する映画作品の1つとして認知されている。同作品の海外上映権を売却することによって華僑の施永鈺の出資を受け、家匙兄弟電影公司を設立した。1972年（民国61年）には、脚本・監督・主演・編集・音楽・ポスター貼りやビラ配りまで全て自ら手がけた画『晩秋』を発表。 この映画は最終的に300万元以上を売り上げて台北市のベストセラー映画トップ10に入り、劉家昌は映画界においても確固たる地位を築いた。1973年（民国62年）には、16日間の撮影期間で完成させたジュディ・オング主演の映画『愛的天地』を発表。低予算ながら高い興行収入と好評を博し、主題歌「海鷗」もヒットした 。
1976年（民国65年）に発表した、日中戦争期の台湾を舞台にした抗日映画『梅花』は、同年の第13回金馬奨で最佳影片奨（最優秀作品賞）を受賞した。
1994年（民国83年）、最後の監督作品である『梅珍』が公開された。

### 晩年
2001年（民国90年）、第12回金曲奨で特別貢献奨を受賞した。
2002年（民国91年）、台北地検署は劉家昌が1999年（民国88年）に中国国民党営の企業から6億2000万元を騙し取った疑いがあると認定し、背任罪で指名手配した。これに対し、劉家昌は「陳水扁が下野するまで台湾に戻るつもりはない」と表明した。
2006年（民国95年）6月、香港で「往事只能回味：劉家昌音楽会」と銘打ったコンサートを行った。
2007年（民国96年）4月8日、北京で行われた第7回音楽風雲榜年度盛典で終生成就奨（生涯功労賞）を受賞した。
2009年（民国88年）2月27日、劉家昌・甄珍夫妻は自首するため台湾に戻った。劉家昌は自身が当時国民党の党資産管理責任者だったと主張し、取り調べ後に300万元の保釈金を支払って保釈され、出境停止処分を受けた。3月3日、出境停止が一時的に解除され、式典に出席するため香港に飛んだ。9月3日、台北地検署は証拠を調査した結果、劉家昌と甄珍は背任罪に当たらないと判断し、不起訴処分を下した。2010年（民国99年）、2000年総統選挙の選挙運動期間に世論調査を違法に公表したという理由で台北市政府は劉家昌に250万元の罰金を科したが、支払わなかったため住居制限を受けた。最終的に罰金は支払われ、制限は解除された。
2010年4月3日と4日、台北アリーナでコンサートを行った。9月17日・18日には台中の国立中興大学恵蓀堂、9月25日には高雄アリーナでもコンサートを行った。
2014年（民国103年）9月20日、シンガポールで「往事只能回味」コンサートを行った。
2018年（民国107年）の統一地方選挙（九合一選挙）では高雄市長候補である韓国瑜の支持を表明し、応援歌として「韓風」を作曲した。韓国瑜が2020年の総統選挙に出馬した際も、劉家昌は引き続き韓国瑜を支持することを表明した。
2020年（民国109年）1月17日、「中国台湾反共党」を結成することを発表し、台湾独立運動の拡大に対して批判するのみで何ら具体的な対策を取らない中国共産党の姿勢を批判した。
2024年（民国113年）12月2日、肺癌のため死去。83歳没。

## 家族
1966年（民国55年）に舞踏家・女優の江青と結婚して一男を儲けたが、1970年に離婚した。
1978年（民国67年）に女優の甄珍と再婚し、一男（劉子千）を儲けた。2015年（民国104年）5月21日、甄珍は「実際には既に1987年に離婚していたが、息子から幸せな家庭を奪いたくなかったため、今まで夫婦のふりを続けていた」と明かした。

## 評価
- 1970年代から1980年代にかけて台湾で流行した校園歌曲の代表的な歌手であり、後に音楽プロデューサーに転身した葉佳修（中国語版）は、劉家昌を自身の音楽キャリアにおける最も重要な恩師と仰いでいる[31]。
- 1990年代に活躍した歌手であり、かつて劉家昌のアシスタントとして働いていた陳昇（中国語版）は、インタビューで劉家昌について聞かれると「私の心の中の神だ」と語った[5][32]。
- 作家の李敖は、劉家昌を「理想的な民族主義者」と称賛した[33]。
- 甄珍は「『虎毒不食子（虎も我が子は食わぬ）』ということわざがあるが、劉家昌は我が子を支配するためなら子の評判を傷つけることすら厭わない」と非難した[34]。

## 監督作品
- 二十年代（1968年）
- 家花總比野花香（1970年）
- 問白雲（1971年）
- 往事只能回味（1971年）
- 有我就有你（1971年）
- 老爺車（1971年）
- 只要為你活一天（1972年）
- 四季發財（1972年）
- 小雨（1972年）
- 晚秋（1972年）
- 初戀在台北（1973年）
- 串串風鈴聲（1973年）
- 愛的天地（1973年）
- 一家人（1973年）
- 雷風雨（1973年）
- 雲飄飄（1973年）
- 雪花片片（1974年）
- 雲河（1974年）
- 十七十七十八（1974年）
- 純純的愛（1974年）
- 楓紅層層（1975年）
- 小女兒的心愿（1975年）
- 少女的祈禱（1975年）
- 煙雨（1975年）
- 梅花（中国語版）（1976年）
- 田園（1976年）
- 星語（1976年）
- 溫暖在秋天（1976年）
- 秋詩篇篇（1977年）
- 日落北京城（1977年）
- 台北77（1977年）
- 黄埔軍魂（中国語版）（1978年）
- 白雲長在天（1978年）
- 楓林小雨（1978年）
- 愛的路上千萬里（1980年）
- 背國旗的人（1981年）
- 風水二十年（1983年）
- 聖戰千秋（1984年）
- 洪隊長（1984年）
- 江秋水（1984年）
- 我是中國人（1986年）
- 梅珍（中国語版）（1994年）

## 受賞記録
金馬奨
| 年     | ノミネート対象 | 賞                              | 結果       |
| ------ | -------------- | ------------------------------- | ---------- |
| 1973年 | 愛的天地       | 第11回金馬奨 優等劇情片         | 受賞       |
| 1973年 | 愛的天地       | 第11回金馬奨 最佳音楽（非歌劇） | 受賞       |
| 1976年 | 梅花           | 第13回金馬奨 最佳影片           | 受賞       |
| 1976年 | 梅花           | 第13回金馬奨 最佳非歌劇影片音楽 | 受賞       |
| 1978年 | 日落北京城     | 第15回金馬奨 優等劇情片         | ノミネート |
| 1978年 | 日落北京城     | 第15回金馬奨 最佳劇本奨         | ノミネート |
| 1979年 | 黄埔軍魂       | 第16回金馬奨 優等劇情片         | ノミネート |

金曲奨
| 年     | 賞                      | 結果 |
| ------ | ----------------------- | ---- |
| 2001年 | 第12回金曲奨 特別貢献賞 | 受賞 |